# Teucholabis aberrans
Teucholabis aberrans är en tvåvingeart som beskrevs av Alexander 1923. Teucholabis aberrans ingår i släktet Teucholabis och familjen småharkrankar. Inga underarter finns listade i Catalogue of Life.